# Kolnica (gmina)
Kolnica – dawna gmina wiejska istniejąca do 1954 roku w woj. białostockim (dzisiejsze woj. podlaskie). Nazwa gminy pochodzi od wsi Kolnica, jednakże siedzibą gminy były Białobrzegi.
Za Królestwa Polskiego gmina należała do powiatu augustowskiego w guberni suwalskiej. 
W okresie międzywojennym gmina Kolnica należała do powiatu augustowskiego w woj. białostockim. Po wojnie gmina zachowała przynależność administracyjną. Według stanu z dnia 1 lipca 1952 roku gmina składała się 17 gromad: Białobrzegi, Bór, Czarnucha, Gabowe Grądy, Gliniski, Kolnica, Komaszówka, Komorniki, Netta I, Netta II, Netta Folwark, Obuchowizna, Osowy Grąd, Ponizie, Rzepiski, Sajenek, Świderek.
Według Powszechnego Spisu Ludności z 1921 roku gmina zamieszkiwana była przez 3228 osób, wśród których 2790 było wyznania rzymskokatolickiego, 59 prawosławnego, 9 ewangelickiego, 365 innego chrześcijańskiego, a 5 mojżeszowego. Jednocześnie 2826 mieszkańców zadeklarowało polską przynależność narodową, 1 białoruską, 396 inną, a 5 żydowską. Na terenie gminy było 516 budynków mieszkalnych. 
Gmina została zniesiona 29 września 1954 roku wraz z reformą wprowadzającą gromady w miejsce gmin. Jednostki nie przywrócono 1 stycznia 1973 roku po reaktywowaniu gmin. Jej dawny obszar należy obecnie do gmin Płaska i Augustów.

## Miejscowości
Miejscowości i osady na podstawie spisu powszechnego z 30 września 1921.
- Wsie: Białobrzegi, Borsuki, Bór, Czarnucha, Czarny Bród, Gliniszki, Grabowy Grąd, Kolnica, Kolnica-Góry, Komaszówka, Komorniki, Naddawki, Netta, Obuchowizna, Osowy Grąd, Polki, Ponizie, Rzepiska, Sajenek, Świderek, Twardy Róg
- Folwarki: Kolnica, Netta
- Osady: Budy, Czerwone Bagno, Lejzorówka, Mareniewo, Młynarskie Włóki, Podbiałobrzegi, Podczarnucha, Pogorzelec, Promiski, Sajno, Wigry
- Osady leśne: Sajno
- Leśniczówki: Kolnica